# A Strange Loop
A Strange Loop è un musical con colonna sonora e libretto di Michael R. Jackson, debuttato a New York nel 2019. Nel 2020 lo spettacolo ha vinto il Premio Pulitzer per la drammaturgia, diventando così il decimo musical a vincere il prestigioso riconoscimento nel corso degli oltre cent'anni di storia del premio. Nel 2022 ha vinto il Tony Award al miglior musical.

## Trama
Il musical segue la storia di Usher, un giovane afroamericano omosessuale e sovrappeso che tenta di sfondare nel mondo dello spettacolo. Il giovane sta scrivendo un'opera autobiografica su un ragazzo di colore, gay e con dei chili di troppo, ma nel frattempo si mantiene svolgendo diversi lavoretti, incluso fare la maschera (in inglese "Usher", da qui il nome) nel musical di Broadway The Lion King. A commentare le sue disavventure ci pensa un coro di sei persone che interpretano i vari personaggi incontrati da Usher, oltre che dare voce ai suoi pensieri mentre lavora come ghostwriter per un film di Tyler Parry.

## Numeri musicali
- "Intermission Song"
- "Today"
- "We Wanna Know"
- "Inner White Girl"
- "Didn't Want Nothin'"
- "Exile in Gayville"
- "Second Wave"
- "Tyler Perry Writes Real Life"
- "Writing a Gospel Play"
- "A Sympathetic Ear"
- "Inwood Daddy"
- "Boundaries"
- "Periodically"
- "Didn't Want Nothin' Reprise"
- "Precious Little Dream / AIDS Is God's Punishment"
- "Memory Song"
- "A Strange Loop"

## Storia delle rappresentazioni
A Strange Loop ha fatto il suo esordio nell'Off Broadway, in scena al Playwrights Horizons dal 24 maggio al 28 luglio 2019. Stephen Brackett curava la regia, mentre il cast era composto da Larry Owens (Usher), L Morgan Lee (Thought 1), James Jackson Jr (Thought 2), John-Michael Lyles (Thought 3), John-Andrew Morrison (Thought 4), Jason Veasey (Thought 5) e Antwayn Harper (Thought 6). Il musical ottenne recensioni molto positive in occasione della prima del 24 maggio, vincendo il Premio Pulitzer nel 2020.
Successivamente il musical è stato proposto a Washington dal novembre 2021 al gennaio 2022 con Jaquel Spivey nel ruolo del protagonista. La produzione è stata poi riproposta al Lyceum Theatre di Broadway dall'aprile 2022. Nell'estate 2023 il musical è stato proposto sulle scene londinese, in cartellone al Barbican Centre, ottenendo una candidatura al Laurence Olivier Award al miglior nuovo musical.

## Riconoscimenti
Premio Pulitzer
- Premio Pulitzer per la drammaturgia

Tony Award
- Miglior musical
- Miglior libretto di un musical per Michael R. Jackson
- Nomination Migliore colonna sonora originale per Michael R. Jackson
- Nomination Miglior attore protagonista in un musical per Jaquel Spivey
- Nomination Miglior attore non protagonista in un musical per John-Andrew Morrison
- Nomination Miglior attrice non protagonista in un musical per L Morgan Lee
- Nomination Miglior regia di un musical per Stephen Brackett
- Nomination Miglior scenografia di un musical per Arnulfo Maldonado
- Nomination Miglior lighting design di un musical per Jen Schriever
- Nomination Miglior sound design di un musical per Drew Levy
- Nomination Migliori orchestrazioni per Charlie Rosen

Drama Desk Award
- Miglior musical
- Miglior attore in un musical per Larry Owens
- Miglior regia di un musical per Stephen Brackett
- Migliori testi per Michael R. Jackson
- Miglior libretto di un musical per Michael R. Jackson
- Nomination Miglior colonna sonora per Michael R. Jackson

Drama League Award
- Nomination Miglior musical
- Nomination Miglior performance in un musical per Larry Owens

New York Drama Critics' Circle
- Miglior musical

Drama League Award
- Nomination Miglior produzione di un musical
- Nomination Miglior performance per Larry Owens

Outer Critics Circle Award
- Miglior musical
- Miglior libretto di un musical per Michael R. Jackson
- Miglior colonna sonora di un musical per Michael R. Jackson
- Miglior regia di un musical per Stephen Brackett
- Migliori coreografie per Raja Feather Kelly
- Miglior attore in un musical per Larry Owens

Lucille Lortel Award
- Miglior attore protagonista in un musical per Larry Owens
- Miglior attore non protagonista in un musica'l' per John-Andrew Morrison
- Nomination Miglior musical
- Nomination Miglior attrice non protagonista in un musical per L Morgan Lee
- Nomination Miglior regia di un musical per Stephen Brackett
- Nomination Migliori coreografie per Raja Feather Kelly
- Nomination Migliori costumi per Montana Levi Blanco

## Discografia
- A Strange Loop - Larry Owens/L Morgan Lee/James Jackson Jr, Yellow Sound Label (2019)